# Čitluk (Republika Serbska)
Čitluk (cyr. Читлук) – wieś w Bośni i Hercegowinie, w Republice Serbskiej, w gminie Kozarska Dubica. W 2013 roku liczyła 218 mieszkańców.